# Здоров'я (футбольний клуб)
Футбольний клуб «Здоров'я» або просто «Здоров'я» — український радянський футбольний клуб з міста Харків.

## Історія
Футбольний клуб «Здоров'я» засновано 1936 року в Харкові. У 1937 та 1938 році виступав у кубку СРСР. У 1946 році дебютував у третій групі СРСР, східній зоні України чемпіонату СРСР, де фінішував 6-му місці. Однак у наступному сезоні 1947 року не почав грати на професіональному рівні. Згодом клуб грав лише в регіональних змаганнях. 

## Досягнення
- Третя група СРСР, східна зона України
  - 6-те місце (1): 1946

- Кубок СРСР
  - 1/32 фіналу (2): 1937, 1938